# Pomoca
Pomoca är en ort i Mexiko.   Den ligger i kommunen Nacajuca och delstaten Tabasco, i den sydöstra delen av landet, 700 km öster om huvudstaden Mexico City. Pomoca ligger 10 meter över havet och antalet invånare är 10 864.
Terrängen runt Pomoca är mycket platt. Runt Pomoca är det tätbefolkat, med 442 invånare per kvadratkilometer. Närmaste större samhälle är Villahermosa, 7,0 km söder om Pomoca. Trakten runt Pomoca består till största delen av jordbruksmark.